# جردن بریجز
جردن بریجز (انگلیسی: Jordan Bridges؛ زادهٔ ۱۳ نوامبر ۱۹۷۳) یک هنرپیشه اهل ایالات متحده آمریکا است.
او در فیلم چادرنشینان شاد بازی کرده‌است.